# 이스즈 큐빅
이스즈 큐빅(영어: Isuzu Cubic, 일본어: いすゞ・キュービック 이스즈큐빗쿠[*])는 이스즈 자동차에서 1984년부터 2000년까지 생산했던 버스 차종이다.